# Judy Becker
Judy Becker – amerykańska scenograf filmowa.

## Filmografia
seriale
- 2012: Dziewczyny

film
- 1991: Sublet
- 1992: Chain of Desire
- 2000: Przeciwnik
- 2001: The Jimmy Show
- 2002: XX/XY
- 2002: Raising Victor Vargas
- 2002: Własne tempo – trzy portrety
- 2004: Dmuchawiec
- 2004: Powrót do Garden State
- 2005: Tajemnica Brokeback Mountain
- 2005: Rodzinka
- 2006: Bez skrupułów
- 2006: Umierający jastrząb
- 2007: I’m Not There. Gdzie indziej jestem
- 2008: Hotelowa miłość
- 2010: Fighter
- 2010: Chłopak do towarzystwa
- 2011: Musimy porozmawiać o Kevinie
- 2011: Wstyd
- 2012: Hitchcock
- 2012: Ruby Sparks
- 2012: Poradnik pozytywnego myślenia
- 2013: American Hustle
- 2013: Nalled

## Nagrody i nominacje
Została uhonorowana nagrodą ADG, a także otrzymała nominację do Oscara, nagrody BAFTA i dwukrotnie do nagrody ADG.